# Hărțuire sexuală (film)
Hărțuire sexuală (titlu original: Disclosure) este un film american tehno-thriller erotic din 1994 regizat de Barry Levinson după un roman de Michael Crichton. Rolurile principale au fost interpretate de actorii Michael Douglas și Demi Moore; în alte roluri au interpretat Donald Sutherland, Caroline Goodall și Dennis Miller. Filmul este o combinație de thriller și de mister într-un cadru de birouri din industria computerelor la mijlocul anilor 1990. Obiectivul principal al poveștii, de la care filmul și cartea își iau titlurile (Disclosure), reprezintă problema hărțuirii sexuale și a structurii de putere implicită.

## Distribuție
- Michael Douglas - Tom Sanders
- Demi Moore - Meredith Johnson
- Donald Sutherland - Bob Garvin
- Caroline Goodall - Susan Sanders
- Dennis Miller - Mark Lewyn
- Roma Maffia - Catherine Alvarez
- Dylan Baker - Philip Blackburn
- Rosemary Forsyth - Stephanie Kaplan
- Suzie Plakson - Mary Anne Hunter
- Nicholas Sadler - Don Cherry
- Jacqueline Kim - Cindy Chang
- Kate Williamson - Judge Barbara Murphy
- Donal Logue - Chance Geer
- Farrah Forke - Adele Lewyn
- Allan Rich - Ben Heller
- David Drew Gallagher - Spencer Kaplan